# Federico Zuccaro
Federico Zuccaro (italià: Federico Zuccari)  (Sant'Angelo in Vado, 1539 (Gregorià) - Ancona, 20 de juliol de 1609) va ser un pintor, arquitecte i escriptor d'art italià. Va ser alumne del seu germà Taddeo Zuccaro, a qui va ajudar en els seus treballs en el Vaticà i en el Palazzo Caprarola.
El Duc de Toscana Cosimo I li va cridar després a la seva cort a Florència, per a acabar allí la decoració de la cúpula de Santa Maria del Fiore, iniciada per Giorgio Vasari. Cap a 1586 va seguir la crida del rei Felip II i es va traslladar a Madrid, treballant en la decoració del monestir de l'Escorial. Fonamentalment es va dedicar a pintar retaules i frescos. Per encàrrec del Papa Gregori XIII, va començar a pintar la "Capella Paolina" al Vaticà, però, per una venjança, va haver de fugir el 1574 a Londres, on va passar sis anys a la cort, pintant sobretot retrats.
Els quadres més coneguts d'aquesta època són els retrats de les reines Isabel I i Maria Estuard. El 1580 es va traslladar a Venècia creant per al Palau dels Duxs el seu quadre "La humiliació de Barbarroja". El Papa Gregori XIII va animar a Zuccaro a retornar a Roma, per a acabar la "Capella Paolina" i així ho va fer.
Va retornar a Roma, on va fundar l'Accademia di San Luca, de la qual va ser el primer President o Principe. A més de la seva activitat pictòrica, Zuccaro va treballar també en el camp de la teoria de l'art.

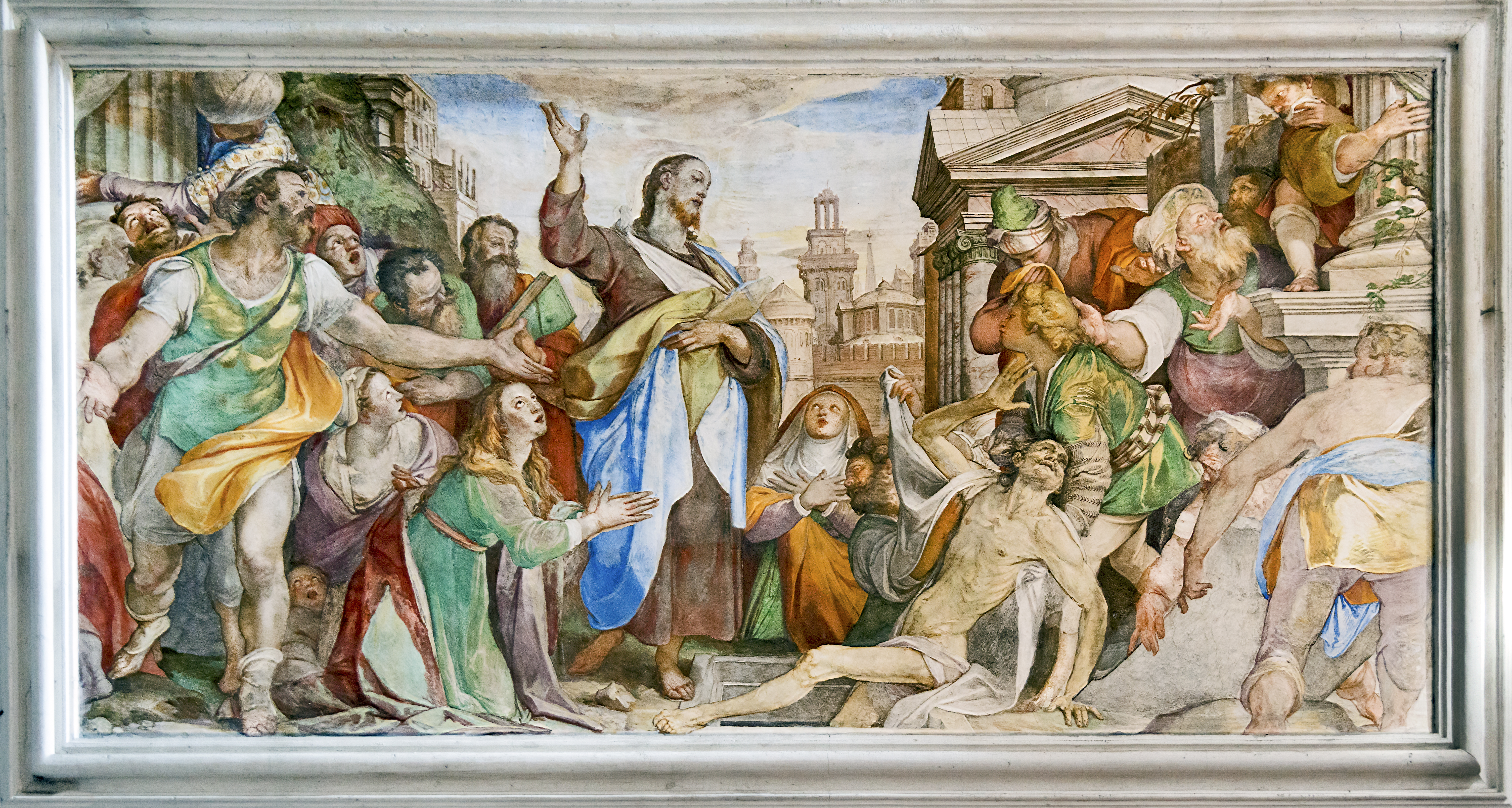
Resurrecció de Llàtzer